# Robert Karlsson
Robert Karlsson (født 3. september 1969 i Katrineholm, Sverige) er en svensk golfspiller, der (pr. september 2010) står noteret for elleve sejre gennem sin professionelle karriere. Hans bedste resultat i en Major-turnering er en 4. plads, som han opnåede ved US Open i 2008.
Karlsson har en enkelt gang, i 2006, repræsenteret det europæiske hold ved Ryder Cup.